# 許康男
許康男為許文叔之後，西周諸侯國許國第6任君主，在位期間不詳。各史書均未記載，僅見於《資治通鑑外紀》「（桓王）八年，秋七月，齊、鄭、魯伐許。壬午，入許。許莊公奔衛。鄭莊公奉許莊公之弟許叔居許東偏。許，姜姓，與齊同祖，周武王封文叔於許，以奉太岳之祀。文叔之後曰德男；曰伯封；曰孝男；曰靖男；曰康男；曰武公；曰文公興父；曰莊公茀。莊公之後桓公鄭，疑既許叔也。」